# Jonathan Clauss
Jonathan Clauss (Strasburgo, 25 settembre 1992) è un calciatore francese, difensore del Nizza e della nazionale francese.

## Biografia
Nei primi anni della carriera calcistica ha lavorato come fattorino fuori dal campo.

## Caratteristiche tecniche
Di ruolo terzino destro, si esprime ottimamente anche come esterno a tutta fascia. Abile a dare profondità con le corse senza palla, gli piace raggiungere il fondo del campo dopo aver triangolato con il compagno più vicino. Capace di fornire numerosi assist tramite cross, va spesso alla conclusione.

## Carriera

### Club
Ha giocato nella seconda divisione del campionato francese e quello tedesco.
Il 19 giugno 2020 approda al Lens.
Il 19 luglio 2022, il presidente dell'Olympique Marsiglia Pablo Longoria ha annunciato in conferenza stampa di aver raggiunto un accordo per l'internazionale francese, per un trasferimento stimato tra i 7,5 e gli 11 milioni di euro (compresi i bonus). Il giorno successivo si è unito ufficialmente all'OM con un contratto triennale fino al 2025. Nella giornata inaugurale della Ligue 1, si fa notare con un bel cross che porta al primo gol stagionale del Marsiglia, segnato nella sua stessa porta da Wout Faes del Reims. Ha segnato il suo primo gol per il suo nuovo club nella partita di Ligue 1 contro l'Angers. Nella stessa partita, Clauss ha fornito anche 2 assist per i gol di Luis Suárez e Gerson, giocando un ruolo fondamentale nella vittoria dell'OM per 3-0 sull'Angers.

### Nazionale
Il 17 marzo 2022 viene convocato per la prima volta in nazionale maggiore, divenendo il primo calciatore del Lens a venire convocato dalla Francia 16 anni dopo Alou Diarra. Fa il suo esordio con i Bleus 8 giorni dopo, nell'amichevole vinta 2-1 contro la Costa d'Avorio.
Il 20 novembre 2023 realizza il suo primo gol per la selezione transalpina nel successo per 14-0 contro Gibilterra.

## Statistiche

### Presenze e reti nei club
Statistiche aggiornate al 21 dicembre 2024.
| Stagione                   | Squadra                    | Campionato                 | Campionato | Campionato | Coppe nazionali | Coppe nazionali | Coppe nazionali | Coppe continentali | Coppe continentali | Coppe continentali | Altre coppe | Altre coppe | Altre coppe | Totale | Totale |
| Stagione                   | Squadra                    | Comp                       | Pres       | Reti       | Comp            | Pres            | Reti            | Comp               | Pres               | Reti               | Comp        | Pres        | Reti        | Pres   | Reti   |
| -------------------------- | -------------------------- | -------------------------- | ---------- | ---------- | --------------- | --------------- | --------------- | ------------------ | ------------------ | ------------------ | ----------- | ----------- | ----------- | ------ | ------ |
| 2015-2016                  | Raon-l'Étape               | CFA2                       | 24         | 0          | CF              | 2               | 1               | -                  | -                  | -                  | -           | -           | -           | 26     | 1      |
| 2016-2017                  | Avranches                  | N                          | 30         | 1          | CF              | 5               | 1               | -                  | -                  | -                  | -           | -           | -           | 35     | 2      |
| 2017-2018                  | Quevilly-Rouen             | L2                         | 29         | 1          | CF+CdL          | 0               | 0               | -                  | -                  | -                  | -           | -           | -           | 29     | 1      |
| 2018-2019                  | Arminia Bielefeld          | 2L                         | 28         | 3          | CG              | 1               | 0               | -                  | -                  | -                  | -           | -           | -           | 29     | 3      |
| 2019-2020                  | Arminia Bielefeld          | 2L                         | 34         | 5          | CG              | 2               | 0               | -                  | -                  | -                  | -           | -           | -           | 36     | 5      |
| Totale Arminia Bielefeld   | Totale Arminia Bielefeld   | Totale Arminia Bielefeld   | 62         | 8          |                 | 3               | 0               |                    | -                  | -                  |             | -           | -           | 65     | 8      |
| 2020-2021                  | Lens                       | L1                         | 33         | 3          | CF              | 1               | 0               | -                  | -                  | -                  | -           | -           | -           | 34     | 3      |
| 2021-2022                  | Lens                       | L1                         | 37         | 5          | CF              | 3               | 0               | -                  | -                  | -                  | -           | -           | -           | 40     | 5      |
| Totale Lens                | Totale Lens                | Totale Lens                | 70         | 8          |                 | 4               | 0               |                    | -                  | -                  |             | -           | -           | 74     | 8      |
| 2022-2023                  | Olympique Marsiglia        | L1                         | 34         | 2          | CF              | 2               | 0               | UCL                | 6                  | 0                  | -           | -           | -           | 42     | 2      |
| 2023-2024                  | Olympique Marsiglia        | L1                         | 27         | 3          | CF              | 2               | 0               | UCL+UEL            | 2+12               | 0+2                | -           | -           | -           | 43     | 5      |
| Totale Olympique Marsiglia | Totale Olympique Marsiglia | Totale Olympique Marsiglia | 61         | 5          |                 | 4               | 0               |                    | 20                 | 2                  |             | -           | -           | 85     | 7      |
| 2024-2025                  | Nizza                      | L1                         | 11         | 1          | CF              | 0               | 0               | UEL                | 5                  | 0                  |             | -           | -           | 16     | 1      |
| Totale carriera            | Totale carriera            | Totale carriera            | 287        | 24         |                 | 18              | 2               |                    | 25                 | 2                  |             | -           | -           | 330    | 28     |

### Cronologia presenze e reti in nazionale
| Cronologia completa delle presenze e delle reti in nazionale ― Francia | Cronologia completa delle presenze e delle reti in nazionale ― Francia | Cronologia completa delle presenze e delle reti in nazionale ― Francia | Cronologia completa delle presenze e delle reti in nazionale ― Francia | Cronologia completa delle presenze e delle reti in nazionale ― Francia | Cronologia completa delle presenze e delle reti in nazionale ― Francia | Cronologia completa delle presenze e delle reti in nazionale ― Francia | Cronologia completa delle presenze e delle reti in nazionale ― Francia |
| Data                                                                   | Città                                                                  | In casa                                                                | Risultato                                                              | Ospiti                                                                 | Competizione                                                           | Reti                                                                   | Note                                                                   |
| ---------------------------------------------------------------------- | ---------------------------------------------------------------------- | ---------------------------------------------------------------------- | ---------------------------------------------------------------------- | ---------------------------------------------------------------------- | ---------------------------------------------------------------------- | ---------------------------------------------------------------------- | ---------------------------------------------------------------------- |
| 25-3-2022                                                              | Marsiglia                                                              | Francia                                                                | 2 – 1                                                                  | Costa d'Avorio                                                         | Amichevole                                                             | -                                                                      | 88’                                                                    |
| 29-3-2022                                                              | Villeneuve-d'Ascq                                                      | Francia                                                                | 5 – 0                                                                  | Sudafrica                                                              | Amichevole                                                             | -                                                                      | 80’                                                                    |
| 3-6-2022                                                               | Saint-Denis                                                            | Francia                                                                | 1 – 2                                                                  | Danimarca                                                              | UEFA Nations League 2022-2023 - 1º turno                               | -                                                                      | 90+2’                                                                  |
| 6-6-2022                                                               | Spalato                                                                | Croazia                                                                | 1 – 1                                                                  | Francia                                                                | UEFA Nations League 2022-2023 - 1º turno                               | -                                                                      | 79’                                                                    |
| 22-9-2022                                                              | Saint-Denis                                                            | Francia                                                                | 2 – 0                                                                  | Austria                                                                | UEFA Nations League 2022-2023 - 1º turno                               | -                                                                      |                                                                        |
| 25-9-2022                                                              | Copenaghen                                                             | Danimarca                                                              | 2 – 0                                                                  | Francia                                                                | UEFA Nations League 2022-2023 - 1º turno                               | -                                                                      | 46’                                                                    |
| 13-10-2023                                                             | Eindhoven                                                              | Paesi Bassi                                                            | 1 – 2                                                                  | Francia                                                                | Qual. Euro 2024                                                        | -                                                                      | 80’                                                                    |
| 17-10-2023                                                             | Villeneuve d'Ascq                                                      | Francia                                                                | 4 – 1                                                                  | Scozia                                                                 | Amichevole                                                             | -                                                                      |                                                                        |
| 18-11-2023                                                             | Nizza                                                                  | Francia                                                                | 14 – 0                                                                 | Gibilterra                                                             | Qual. Euro 2024                                                        | 1                                                                      |                                                                        |
| 21-11-2023                                                             | Atene                                                                  | Grecia                                                                 | 2 – 2                                                                  | Francia                                                                | Qual. Euro 2024                                                        | -                                                                      | 64’                                                                    |
| 23-3-2024                                                              | Lione                                                                  | Francia                                                                | 0 – 2                                                                  | Germania                                                               | Amichevole                                                             | -                                                                      | 61’                                                                    |
| 26-3-2024                                                              | Marsiglia                                                              | Francia                                                                | 3 – 2                                                                  | Cile                                                                   | Amichevole                                                             | -                                                                      | 11’                                                                    |
| 5-6-2024                                                               | Metz                                                                   | Francia                                                                | 3 – 0                                                                  | Lussemburgo                                                            | Amichevole                                                             | 1                                                                      | 46’                                                                    |
| 6-9-2024                                                               | Parigi                                                                 | Francia                                                                | 1 – 3                                                                  | Italia                                                                 | UEFA Nations League 2024-2025 - 1º turno                               | -                                                                      | 77’                                                                    |
| Totale                                                                 |                                                                        | Presenze                                                               | 14                                                                     |                                                                        | Reti                                                                   | 2                                                                      |                                                                        |

## Palmarès

### Club
- Campionato tedesco di seconda divisione: 1

Arminia Bielefeld: 2019-2020

### Individuale
- Trophées UNFP du football: 2

Squadra ideale della Ligue 1: 2021, 2022